# David R. Knechtges
David Richard Knechtges, né le 23 octobre 1942, est un sinologue américain et professeur émérite de littérature chinoise à l'université de Washington. Expert de la littérature de dynastie Han et de la période des Six dynasties, les études de Knechtges sur la poésie chinoise fu sont en grande partie responsables de la renaissance de l'intérêt universitaire occidental pour le sujet au milieu du XXe siècle.

## Jeunesse
David Knechtges est né le 23 octobre 1942 à Great Falls dans le Montana et grandit à Kirkland, Washington. Il fréquente la Lake Washington High School et avait à l'origine l'intention d'étudier la biologie ou la chimie. Cependant, il change d'avis au lycée à la suite d'une présentation donnée à son école par le sinologue allemand Hellmut Wilhelm sur les romans The Good Earth de Pearl Buck et Rickshaw Boy de Lao She. Il décide alors de changer son orientation académique vers l'histoire de la Chine et de la littérature chinoise.
Après son diplômé du lycée en 1960, il s'inscrit à l'université de Washington et se spécialise en chinois, obtenant son diplôme en 1964. Ayant décidé de poursuivre des études supérieures en chinois, il se rend d'abord à l'université Harvard et reçoit un MA en 1965. Il retourne ensuite à l'université de Washington pour son doctorat qu'il reçoit en 1968 avec une dissertation intitulée "Yang Shyong, the Fuh, and Hann Rhetoric", une étude des poèmes fu de l'écrivain et universitaire de dynastie Han Yang Xiong. 

## Carrière universitaire
Après avoir obtenu son doctorat, Knechtges enseigne à Harvard puis à l'université Yale pendant plusieurs années avant de rejoindre la faculté des langues et lettres asiatiques de Washington en 1972. Il y enseigne pendant 42 ans avant de prendre sa retraite en 2014.
Knechtges écrit et édite un certain nombre de livres sur la littérature chinoise ancienne, et est surtout connu pour sa traduction du Wen Xuan, une importante collection de la littérature chinoise ancienne, la première complète de l'œuvre en anglais. 
Il est intronisé à l'Académie américaine des arts et des sciences en 2006. En 2014, le gouvernement chinois décerne à Knechtges le 8e prix du livre chinois, en particulier pour son édition et sa traduction de The Cambridge History of Chinese Civilization.

## Vie privée
Son épouse, Tai-ping Chang Knechtges, est professeur adjoint affilié à Washington et est souvent co-rédacteur en chef de Knechtges. Ils ont une fille ensemble.

## Publications choisies
- Knechtges, David R. (1968). "Yang Shyong, the Fuh, and Hann Rhetoric". Ph.D. dissertation (University of Washington).
- David R. Knechtges, The Han Rhapsody: A Study of the Fu of Yang Hsiung (53 BC – AD 18), Cambridge, Cambridge University Press, 1976
- David R. Knechtges, Wen xuan or Selections of Refined Literature, Volume One: Rhapsodies on Metropolises and Capitals, Princeton, Princeton University Press, 1982
- David R. Knechtges, The Han Shu Biography of Yang Xiong (53 BC – AD 18), Tempe, Center for Asian Studies, Arizona State University, 1982
- David R. Knechtges, Wen xuan or Selections of Refined Literature, Volume Two: Rhapsodies on Sacrifices, Hunts, Travel, Palaces and Halls, Rivers and Seas, Princeton, Princeton University Press, 1987
- David R. Knechtges, Wen xuan or Selections of Refined Literature, Volume Three: Rhapsodies on Natural Phenomena, Birds and Animals, Aspirations and Feelings, Sorrowful Laments, Literature, Music, and Passions, Princeton, Princeton University Press, 1996
- ———, trans. Kechang 龔克昌 Gong, Studies on the Han Fu, vol. 84, New Haven, American Oriental Society, coll. « American Oriental Series »,‎ 1997
- David R. Knechtges, Court Culture and Literature in Early China, Aldershot, Ashgate Publishing, coll. « Variorum Collected Studies Series », 2002
- ———; Kroll, Paul, eds. (2003). Studies in Early Medieval Chinese Literature and Cultural History: In Honor of Richard B. Mather and Donald Holzman. Provo, Utah: T'ang Studies Society.
- ———; Vance, Eugene, eds. (2005). Rhetoric and the Discourses of Power in Court Culture: China, Europe, and Japan. Seattle: University of Washington Press.
- David R. Knechtges, The Cambridge History of Chinese Literature, Volume 1: To 1375, Cambridge, Cambridge University Press, 2010, 116–98 p., « From the Eastern Han through the Western Jin (AD 25 – 317) »
- ———, ed. (2012). The History of Chinese Civilisation, 4 vols. Cambridge: Cambridge University Press.
- ———; Chang, Taiping, eds. (2010–14). Ancient and Early Medieval Chinese Literature: A Reference Guide. 4 vols.  Leiden: E.J. Brill.